# Otto von Pirch
Otto Karl Lorenz von Pirch, également orthographié Otto Carl Lorenz von Pirch, (né le 23 mai 1765 à Stettin et mort le  26 mai 1824 à Berlin) est un officier prussien. Il participe aux guerres napoléoniennes en tant que général de division et est président de la Commission générale des ordres en tant que lieutenant général, directeur principal de l'École générale de guerre et du Corps de cadets et président de la Commission des études militaires. Aussi appelé Pirch II pour le distinguer de son frère.

## Biographie

### Origine
Otto est issu de la noble famille de soldats de Poméranie von Pirch et est le fils du général d'infanterie prussien Otto von Pirch (1733-1813) et de sa première épouse Charlotte Friederike, née von Winckelmann (1740-1781). Son frère est le lieutenant-général prussien Georg Dubislav Ludwig von Pirch (1763-1838).

### Carrière militaire
Pirch est embauché à l'âge de 10 ans en 1775 comme caporal libre dans le régiment d'infanterie "de Hesse-Cassel" de son père stationné à Wesel, où il devient enseigne en 1781 et sous-lieutenant en 1787. Il participe à la guerre de Succession de Bavière et au cortège d'exécution contre Liège. En 1794, il devient adjudant de l'Inspection de l'infanterie de Poméranie et en 1795 capitaine d'état-major. Il reste à ce poste jusqu'au déclenchement de la guerre contre la France en 1806 et est nommé major de brigade lorsque la guerre éclate. Il combat à la bataille d'Iéna et est ensuite transféré dans les bataillons de réserve en Prusse-Orientale comme brigadier à la fin de 1806.
Après la fin de la guerre, il fait partie de la commission chargée de déterminer les raisons de la défaite. En 1809, il devient gouverneur des princes Guillaume (plus tard l'empereur Guillaume Ier) et Frédéric. Durant cette période, il est promu lieutenant-colonel en 1810 et colonel en 1812. Il part sur le terrain avec le prince Frédéric en 1813 et est avec lui d'abord au quartier général de Blücher, puis au quartier général de Yorck. En juin 1813, il est promu major général. Après la bataille de Leipzig, il devient commandant de brigade et traverse le Rhin près de Kaub avec Blücher. Il est chargé de prendre la petite forteresse française de Vitry-le-François. Alors qu'il se prépare à prendre d'assaut, les Français l'évacuent. Le 11 février, il est blessé à la bataille de Montmirail par une balle dans la cuisse et ne peut désormais plus participer à la campagne.
Une fois rétabli, il reprend bientôt le corps de Yorck lorsque Yorck se rend en Grande-Bretagne avec le roi. Il conserve le commandement du corps jusqu'en avril 1815. Après le retour de Napoléon de l'île d'Elbe, il combat de nouveau comme chef de brigade en Belgique à Fleurus, Ligny et Waterloo. Sa brigade s'empare de quatorze canons puis s'empare de la forteresse de Philippeville. Le 3 septembre 1815, il commande les troupes alignées pour la consécration du drapeau sur le Champ-de-Mars à Paris. Après la guerre, il demande un congé en raison de sa blessure, qui lui est accordé le 16 octobre 1815.
En 1817, il est nommé membre et en 1819 président de la Commission générale des ordres. Le 26 décembre 1819, il est réintégré dans l'armée comme directeur principal des instituts des cadets, de l'école générale de guerre et président de la commission des études militaires. Toutes les écoles militaires de l'État de Prusse sont sous son contrôle.
Il est chevalier de l'ordre de l'Aigle rouge de première classe et - comme son frère - chevalier de l'ordre de Pour le Mérite aux feuilles de chêne. Pirch reste célibataire. Il est enterré à côté de son frère Georg Dubislav Ludwig von Pirch au cimetière des Invalides de Berlin